# OpenSym
O OpenSym é uma abreviação de Simpósio Internacional de Colaboração Aberta, anteriormente Simpósio Internacional de Wikis e Colaboração Aberta, também conhecido anteriormente como WikiSym ou Wiki Symposium, uma conferência dedicada à pesquisa e prática de wiki. Em 2014, o nome da conferência foi alterado de WikiSym para OpenSym para reflectir uma ampliação do escopo da pesquisa e prática wiki e Wikipedia para pesquisa aberta de colaboração, incluindo wikis e pesquisa Wikipedia, mas também dados livres/libres/de código aberto, pesquisa etc. Os seus trabalhos são publicados na Biblioteca Digital ACM.
 WikiSym 2008
O WikiSym 2008 foi realizado no Porto, Portugal, de 8 a 10 de setembro de 2008, na Faculdade de Engenharia da Universidade do Porto e apoiado ("acordo de cooperação") pela ACM.  As palestras foram dadas por George Landow, professor de arte e inglês na Brown University e Stewart Nickolas, IBM Emerging Technologies, enquanto Dan Ingalls, Sun Microsystems Laboratories, fez uma palestra convidada. O presidente do simpósio era Ademar Aguiar e o presidente do programa era Mark Bernstein.